# McLoud (Oklahoma)
McLoud é uma cidade  localizada no estado norte-americano de Oklahoma, no Condado de Pottawatomie.

## Demografia
Segundo o censo norte-americano de 2000, a sua população era de 3548 habitantes.
Em 2006, foi estimada uma população de 4153, um aumento de 605 (17.1%).

## Geografia
De acordo com o United States Census Bureau tem uma área de
47,7 km², dos quais 47,5 km² cobertos por terra e 0,2 km² cobertos por água. McLoud localiza-se a aproximadamente 339 m acima do nível do mar.

## Localidades na vizinhança
O diagrama seguinte representa as localidades num raio de 24 km ao redor de McLoud.